# Ernest salvează Crăciunul
Ernest salvează Crăciunul (în engleză: Ernest Saves Christmas) este un film de comedie din 1988 produs de Touchstone Pictures și regizat de John R. Cherry III cu Jim Varney în rolul titular. Este al treilea film cu personajul Ernest P. Worrell și prezintă încercările lui Ernest de a ajuta la înlocuirea unui Moș Crăciun prea bătrân.

## Prezentare
Ernest P. Worell este un șofer de taxi cumsecade dar destul de prostuț și care de multe ori are iluzii de măreție. După ce lasă un pasager la aeroport pe jumătate leșinat, are o întâlnire extraordinară: noul său pasager este tocmai Moș Crăciun. Însă Moș Crăciun nu mai are suficientă magie pentru încă un sezon de Crăciun și de aceea a venit în Orlando, Florida pentru a-l găsi pe Joe Carruthers, omul pe care l-a ales ca succesor al său. Dar lucrurile se încurcă rapid datorită intervenției agentului lui Joe și a memoriei din ce în ce mai slabe a lui Moș Crăciun. Incredibil, dar prostănacul Ernest devine curând singura speranță a Moșului! După ce-și unește forțele cu o fugară pe nume "Harmony Star", Ernest se grăbește să salveze sărbătorile de Crăciun.

## Actori
- Jim Varney este Ernest P. Worrell, Astor Clement, Auntie Nelda, The Snake Guy
- Douglas Seale este Moș Crăciun (a.k.a. Seth Applegate)
- Oliver Clark este noul Moș Crăciun (a.k.a. Joe Carruthers)
- Noelle Parker este Pamela Trenton, a.k.a. Harmony Starr, Mindy
- Gailard Sartain este Chuck (Agent de la depozit)
- Bill Byrge este Bobby (Agent de la depozit)
- Billie Bird este Mary Morrissey
- Key Howard este Agent de imigrări
- Jack Swanson este Om de afaceri
- Patty Maloney este Thisbe
- Barry Brazell este Pasager de taxi
- George Kaplan este Mr. Dillis
- Robert Lesser este Marty Brock

## Vezi și
- Listă de filme de Crăciun

## Legături externe
- Ernest salvează Crăciunul la Internet Movie Database
- Ernest salvează Crăciunul la Box Office Mojo